# Славей (квартет)
Вижте пояснителната страница за други значения на Славей.
Квартет „Славей“ е българска музикална група за народни песни. Създаден е през април 1991 г. Най-известната песен в изпълнение на квартета е „Славей ми пее“.

## Състав
Първоначално съставът включва четири известни народни певици – Надка Караджова (сопран), нейната дъщеря Светла Караджова (втори сопран), Лиляна Галевска-Ангелова (мецосопран) и Стоянка Лалова (контраалт). Певиците са бивши солистки в най-престижни танцови ансамбли за народни песни: „Филип Кутев“, „Големите български гласове“ и „Ангелите“. Често изпълненията им са в съпровод от акордеониста Стефан Костов, съпруг на Н. Караджова. След кончината на Стоянка Лалова и Надка Караджова в състава на квартет „Славей“ се включват много активно и след подбор Кристина Карамфилова на мястото на Надка Караджова и Мариана Лютова, обявена за най-ниския женски глас в света със сертификат от „Световните рекорди на Гинес“, заменена по-късно от Ваня Вакари. Тембровата характеристика на гласовете на певиците – сопран, мецосопран, алт и контраалт дава възможност за перфектна хармония, техника, стабилност и в същото време много топлина, чувственост и очарование.

## Репертоар
Репертоарът на квартета включва народни песни от различни региони на България, а също и от чужбина: виетнамски, руски, гръцки, китайски, индийски, арабски и др. Изпълнява и православни песнопения (13 – 14 в.), по-рано запазени за мъжете. Квартетът също изпълнява песни от репертоара на Лили Иванова, дует „Ритон“ и други български поп изпълнители. Има съвместната песен със Стефан Митров – „Девойко мъри хубава“.
Записал е 18 компактдиска и 5 аудиокасети, включително самостоятелно 4 компактдиска и 2 аудиокасети, над 50 видеоклипа. Има около 80 записа на песни в БНР. През 2006 г. издава диска „15 години квартет Славей“, в който включват, освен популярни народни песни, и много ортодоксални песнопения. Артистичната дейност на квартета включва също над 1200 самостоятелни концерта през периода 1991 – 2002 г. Изнася концерти в много страни, сред които: Алжир, Франция, Япония, Израел, Германия, Испания, Австрия, Гърция, Кувейт, Босна и Херцеговина, Чехия, Швейцария, Словения и много други.
Има реализирани 53 филма по БНТ и други частни медии, както и над 100 записа за БНР и други частни радиостанции. Участва в игрален филм, продукция на Канада, Белгия и Германия – „Кралят на Белгия“, на който предстои световна премиера във Венеция; проекти с известни български и чужди поп изпълнители, озвучава продукции на Холивуд. Създава хитови песни с дует „Ритон“ – „Болка от любов“, с Лили Иванова“ – „Грешница на любовта“ и „Канят ме, мамо“, аранжимент на Митко Щерев, с австалийската певица Сара Бласко, с Васко Василев – Базилио „Девойче, девойче“, с израелския поп певец Юф Гозал хита, записан в Милано, Италия „Piumano, piuvero“, песента „Еркеч“ с поп певеца Ди–До и др. С група „Бисквитките“ песента „Хубава си, моя горо“ е продадена в над 75 страни. В репертоара на квартета присъства български фолклор от всички райони на България – проектът „Площадна музика“ с най-добрите фолклорни оркестри на България, авторски аранжименти на едни от най-добрите български композитори, както и църковно-славянски песнопения от 14 до 20 век.

## Награди и отличия
Формацията е носител на престижни награди и отличия в Родината си: „Златен век“ от Министерството на културата, „Кристална лира“, „Златен и Сребърен медал“ от Съюза на музикалните и танцови дейци, от Министерството на образованието – „Носител на просветата“ по повод 25 г. от създаване на квартета – 2016 г., от „The Internacional Associanion of Lions Clubs-District130“ Bulgaria в ООН, статуетка „Феномен“ на България от Фондация „Феномени“, „Артист на годината“ на Фолклор TV и др. Квартет „Славей“ е активен участник в концертите на „Българската Коледа“. Артистичната дейност на квартета включва над 1200 самостоятелни концерта през периода 1991 – 2016 г. Изнасял е концерти в много страни, сред които: Русия, САЩ, Швеция, Норвегия, Холандия, Алжир, Франция, Япония, Израел, Германия, Испания, Австрия, Нова Каледония, Гуаделупе (Карибите), Дания, Гърция, Кувейт, Босна и Херцеговина, Северна Македония, Италия, Чехия, Швейцария, Словения и много други.

## Дискография
| Година | Албум                                      | Вид | Издател           | Каталожен номер |
| ------ | ------------------------------------------ | --- | ----------------- | --------------- |
|        | „World-Famous Voices“                      | MC  | Балкантон         | ВНМС 7701       |
|        | „Bulgarian Folk Music“                     | CD  | Балкантон         | 060143          |
| 1994   | „Quartette Slavey. Bulgarian polyphony IV“ | CD  | JVC               | VIKG-5344       |
| 2003   | „Славей ми пее...“                         | CD  | Вирджиния Рекърдс | VR 200302-2     |
| 2006   | „15 години квартет Славей“                 | CD  | самоиздат         |                 |
| 2016   | „25 години квартет Славей“                 | CD  | BG music company  |                 |
| 2019   | „Златни празнични песни и хора“            | CD  | BG music company  |                 |